# تشارلز س. نوبل
تشارلز س. نوبل (بالإنجليزية: Charles Carmin Noble)‏ هو ضابط ومهندس أمريكي، ولد في 18 مايو 1916، وتوفي في 16 أغسطس 2003.